# Campionato mondiale di scherma 1962
Il Campionato mondiale di scherma del 1962 si è svolto a Buenos Aires in Argentina.
Sono stati assegnati 2 titoli femminili e 6 titoli maschili:
- femminile
  - fioretto individuale
  - fioretto a squadre
- maschile
  - fioretto individuale
  - fioretto a squadre
  - sciabola individuale
  - sciabola a squadre
  - spada individuale
  - spada a squadre

## Risultati

### Uomini
| Evento                          | Oro | Argento                                                                                           | Bronzo |
| Spada                           | |                                                                                                   | |
| Spada individuale (dettagli)    | István Kausz                                                                                            | Tamás Gábor                                                                                       | Yves Dreyfus |
| Spada a squadre (dettagli)      | Francia Yves Dreyfus Jacques Guittet Gérard Lefranc Claude Bourquard                                    | Svezia Göran Abrahamsson Ivar Genesjö Hans Lagerwall Orvar Lindwall John Sandwall                 | Unione Sovietica Arnol'd Černuševič Valēntin Čēṙnikov Bruno Habārovs Dmitrij Ljulin Aleksej Nikančikov Aleksandr Pavlovskij |
| Fioretto                        | |                                                                                                   | |
| Fioretto individuale (dettagli) | German Svešnikov                                                                                        | Witold Woyda                                                                                      | Jürgen Brecht |
| Fioretto a squadre (dettagli)   | Unione Sovietica German Svešnikov Jurij Sisikin Mark Midler Viktor Ždanovič Jurij Osipov Evgenij Rjumin | Ungheria József Gyuricza Jenő Kamuti László Kamuti Kázmér Pacséri József Sákovics Sándor Szabó    | Polonia Egon Franke Henryk Nielaba Janusz Różycki Zbigniew Skrudlik Ryszard Parulski Witold Woyda                           |
| Sciabola                        | |                                                                                                   | |
| Sciabola individuale (dettagli) | Zoltán Horváth                                                                                          | Jerzy Pawłowski                                                                                   | Claude Arabo |
| Sciabola a squadre (dettagli)   | Polonia Jerzy Pawłowski Ryszard Zub Andrzej Piątkowski Emil Ochyra Egon Franke                          | Ungheria Péter Bakonyi József Gyuricza Zoltán Horváth Tamás Mendelényi Miklós Meszéna Tibor Pézsa | Unione Sovietica Umjar Mavlichanov Nugzar Asatiani Lev Kuznecov Mark Rakita Jakov Ryl'skij Valerij Žitnyj                   |

### Donne
| Evento                          | Oro                                                                                        | Argento | Bronzo                                                                                       |
| Fioretto                        |                                                                                            | |                                                                                              |
| Fioretto individuale (dettagli) | Olga Orban-Szabo                                                                           | Galina Gorochova | Katalin Juhász-Nagy                                                                          |
| Fioretto a squadre (dettagli)   | Ungheria Mária Gulácsy Magdolna Nyári-Kovács Katalin Juhász-Nagy Ildikó Rejtő Paula Marosi | Unione Sovietica Svetlana Baranova-Sodatova Galina Gorochova Valentina Prudskova Valentina Rastvorova Tat'jana Petrenko-Samusenko Aleksandra Zabelina | Italia Irene Camber Bruna Colombetti Giovanna Masciotta Antonella Ragno Natalina Sanguinetti |

## Medagliere
| Posizione | Nazione          |   |   |   | Totale |
| --------- | ---------------- | - | - | - | ------ |
| 1         | Ungheria         | 3 | 3 | 1 | 7      |
| 2         | Unione Sovietica | 2 | 2 | 2 | 6      |
| 3         | Polonia          | 1 | 2 | 1 | 4      |
| 4         | Francia          | 1 | 0 | 2 | 3      |
| 5         | Romania          | 1 | 0 | 0 | 1      |
| 6         | Svezia           | 0 | 1 | 0 | 1      |
| 7         | Germania Ovest   | 0 | 0 | 1 | 1      |
| 7         | Italia           | 0 | 0 | 1 | 1      |
| Totale    | Totale           | 8 | 8 | 8 | 24     |